# Dänische 1. Division 2012/13
Die 1. Division 2012/13 war die 68. Saison der zweithöchsten dänischen Spielklasse im Fußball, die vom dänischen Fußballverband Dansk Boldspil Union ausgetragen wurde. Erstmals wurde die Liga nur mit 12 Teams ausgetragen. Die Saison begann am 28. Juni 2012 und endete am 26. Mai 2013.

## Teams
| Verein                 | Stadt               | Stadion               | Kapazität |
| ---------------------- | ------------------- | --------------------- | --------- |
| AB Gladsaxe            | Kopenhagen          | Gladsaxe Stadion      | 13.507    |
| Brønshøj BK            | Kopenhagen-Brønshøj | Tingbjerg Idrætspark  | 04.000    |
| FC Fredericia          | Fredericia          | Monjasa Park          | 4.000     |
| FC Fyn                 | Odense              | Odense Atletikstadion | 08.000    |
| Hjørring IF            | Hjørring            | Hjørring Stadion      | 07.500    |
| FC Vestsjælland        | Slagelse            | Slagelse Stadion      | 10.000    |
| HB Køge                | Køge                | SEAS-NVE Park         | 08.000    |
| Hobro IK               | Hobro               | Hobro Stadion         | 04.000    |
| Lyngby BK              | Lyngby              | Lyngby Stadion        | 09.000    |
| Skive IK               | Skive               | Skive Stadion         | 10.000    |
| Vejle Boldklub Kolding | Vejle               | Jokri Park            | 10.500    |
| Viborg FF              | Viborg              | Energi Viborg Arena   | 09.566    |

## Abschlusstabelle
| Pl. | Verein                 | Sp. | S  | U  | N  | Tore    | Diff. | Punkte |
| --- | ---------------------- | --- | -- | -- | -- | ------- | ----- | ------ |
| 1.  | Viborg FF              | 33  | 17 | 11 | 5  | 060:300 | +30   | 62     |
| 2.  | FC Vestsjælland        | 33  | 17 | 11 | 5  | 039:270 | +12   | 62     |
| 3.  | Vejle Boldklub Kolding | 33  | 16 | 10 | 7  | 046:290 | +17   | 58     |
| 4.  | Lyngby BK (A)          | 33  | 17 | 5  | 11 | 055:420 | +13   | 56     |
| 5.  | FC Fredericia          | 33  | 11 | 11 | 11 | 053:480 | +5    | 44     |
| 6.  | HB Køge (A)            | 33  | 12 | 8  | 13 | 039:450 | −6    | 44     |
| 7.  | Hjørring IF            | 33  | 10 | 10 | 13 | 038:410 | −3    | 40     |
| 8.  | Brønshøj BK 1          | 33  | 12 | 9  | 12 | 041:360 | +5    | 39     |
| 9.  | Hobro IK               | 33  | 9  | 11 | 13 | 037:430 | −6    | 38     |
| 10. | AB Gladsaxe            | 33  | 8  | 13 | 12 | 033:340 | −1    | 37     |
| 11. | Skive IK               | 33  | 10 | 7  | 16 | 047:550 | −8    | 37     |
| 12. | FC Fyn (N) 2           | 33  | 2  | 8  | 23 | 026:840 | −58   | 14     |

| (A) | Absteiger aus der Superliga 2011/12    |
| (N) | Aufsteiger aus der 2. Division 2011/12 |

## Torschützenliste
| Pl.               | Name                 | Team          | Tore |
| ----------------- | -------------------- | ------------- | ---- |
| 1.                | Thomas Dalgaard      | Viborg FF     | 27   |
| 2.                | Morten Beck Andersen | Skive IK      | 18   |
| 3.                | Simon Bræmer         | Brønshøj BK   | 14   |
| 4.                | Anders Jacobsen      | FC Fredericia | 12   |
| 4.                | Jeppe Kjaer          | HB Køge       | 12   |
| 4.                | Patrick Mortensen    | Lyngby BK     | 12   |
| 7.                | Yussuf Poulsen       | Lyngby BK     | 11   |
| 8.                | Jeesper Christiansen | FC Fredericia | 10   |
| 8.                | Anders Kaagh         | HB Køge       | 10   |
| Stand: Saisonende |                      |               |      |